# محسن حسینی
سید محسن حسینی (متولد ۲۰ بهمن ۱۳۶۳ - تهران) بازیکن فوتبال اهل ایران است.
حسینی بازیکن سابق نساجی مازندران و تراکتورسازی پس از توافق با مسوولان باشگاه گسترش فولاد به این تیم پیوست و از نیم فصل دوم لیگ برتر ۹۳–۱۳۹۲ در آن تیم بازی کرد.

## افتخارات
باشگاهی
- نائب قهرمانی لیگ برتر فوتبال ایران ۹۱-۹۰ به همراه باشگاه تراکتورسازی تبریز
- نائب قهرمانی لیگ برتر فوتبال ایران ۹۲–۱۳۹۱ به همراه باشگاه تراکتور سازی تبریز